# 斯坦頓鎮區 (密歇根州)
斯坦頓鎮區（英語：Stanton Township）是位於美國密歇根州霍頓縣的一個行政鎮區。

## 地方資料
斯坦頓鎮區的面積為320.00平方千米，當中陸地面積為316.80平方千米，而水域面積為3.20平方千米。根據2020年美國人口普查的數據，當地共有人口1590人，而人口密度為每平方千米4.97人。